# Orbamia
Orbamia là một chi bướm đêm thuộc họ Geometridae.